# Kognitiv beteendeterapi mot sömnlöshet
Kognitiv beteendeterapi mot sömnlöshet är en evidensbaserad behandling mot sömnlöshet (insomni) som bygger på Kognitiv beteendeterapi (KBT). KBT-behandlingen mot insomni består av ett flertal komponenter varav de vanligaste är utbildning om sömn, sömnrestriktion, stimuluskontroll, avslappning, sömnhygien och kognitiv omstrukturering. Flera av metoderna har en stark koppling till behaviorismen då de syftar till att betinga hjärnan att koppla sovrummet med sömn.

## Behandlingens delar

### Sömnhygien
Sömnen förbättras av så enkla saker som att undvika kaffe och större måltider under kvällstid, sänka temperatur och mörklägga sovrummet.

### Sömnrestriktion
Sömnrestriktion innebär att man drastiskt minskar ner tiden i sängen till den faktiska sovtiden, för att sedan öka tiden gradvis och få en större balans mellan sovtid och tid  i sängen. Den här interventionen bygger på antagandet att patienterna tillbringar alldeles för mycket tid i sängen och därmed har en låg sömneffektivitet. Sömneffektivitet är den tid patienten sover när den befinner sig i sängen och räknas ut med följande formel: Sömntiden/sängtiden X 100. Sängtiden ökas sedan i takt med att sömneffektiviteten blir högre. När sömneffektiviteten når en nivå på mellan 85 och 90 procent så görs inte fler förändringar. Sömnrestriktion kan främst i början av behandlingen leda till extrem trötthet och rekommenderas inte för alla, exempelvis inte för skiftarbetare.

### Stimuluskontroll
Stimuluskontroll handlar om att betinga hjärnan till att koppla sovrummet med sömn. Vid insomni har i regel en sådan betingning tappat i styrka och fått ge vika för känslor som försvårar sömnen, som till exempel frustration och andra beteenden. Målet med denna intervention är att patienten skall förknippa sovrummet med sömn, och därmed kunna somna lättare. I praktiken innebär metoden att patienten lär sig vad som är förenligt med sovrummet det vill säga att gå och lägga sig, att ha sex och att sova och vad som inte är förenligt med sovrummet som att äta, läsa, se på TV i sängen eller ligga i sängen och oroa sig. När patienten etablerar en starkare koppling (betingning) mellan sovrummet och beteenden som är förenliga med sömn, minskar insomnisymtomen.

### Omstrukturering
Kognitiv omstrukturering handlar om att utmana orostankar med mer konstruktiva tankar. Patienter som lider av sömnlöshet behöver ofta jobba med sin acceptans om att sömnen inte alltid kan bli bra, samt att lära sig identifiera när de egna tankarna drar iväg åt oroshållet. Istället för att då ge tankarna extra näring (förstärkning), ska patienten öva på att låta tankarna komma och gå (utsläckning) utan att värdera dem

### Avslappningsövningar
Avslappningsövningar syftar till att minska patientens grad av uppvarvning inför sänggåendet för att därmed lättare kunna somna och bibehålla sömnen.Diafragmaandning är en metod som många patienter har nytta av för att hantera stress och andra känslotillstånd som försvårar för sömnen

### Utbildning om sömn
Utbildning om sömn handlar om att utbilda patienten kring grundläggande fakta, såsom vilken funktion sömnen fyller med mera.

## Behandlingseffekt
Det finns mycket gott stöd för KBT vid sömnbesvär hos vuxna och behandlingen hjälper både till snabbare insomning och förbättrad sömnkvalitet. Statens beredning för medicinsk utvärdering (SBU) har vid en litteraturöversikt (2010) kommit fram till att KBT på kort sikt och lång sikt minskar sömnbesvär som insomningstid och vakentid under natten. KBT leder även till en högre sömnkvalitet. KBT patienterna jämfördes både med en passiv och en aktiv kontrollgrupp. Rapporten visar även att mer forskning behövs för att dra slutsatser om terapins effekter på dagfunktion, livskvalitet, inverkan på hälsa och biverkningar av behandlingsmetoderna.